# Acleistia alniella
Acleistia alniella är en svampart som beskrevs av Bayl. Ell. 1917. Acleistia alniella ingår i släktet Acleistia och familjen Hyaloscyphaceae.   Inga underarter finns listade i Catalogue of Life.